# Pantaleón et les visiteuses
Pantaleón et les visiteuses est un roman de Mario Vargas Llosa, prix Nobel de littérature 2010, publié en 1973.
L'action a lieu en Amazonie péruvienne. Le capitaine Pantaleón Pantoja envoie des "visiteuses" (euphémisme pour désigner des prostituées) pour satisfaire les besoins sexuels de ses soldats.